# اچ‌ام‌اس ئی۵۱
اچ‌ام‌اس ئی۵۱ (به انگلیسی: HMS E51) یک زیردریایی بود که طول آن ۱۸۱ فوت (۵۵ متر) بود. این زیردریایی در سال ۱۹۱۶ ساخته شد.